# Spirostreptus audouini
Spirostreptus audouini är en mångfotingart som beskrevs av Brandt 1833. Spirostreptus audouini ingår i släktet Spirostreptus och familjen Spirostreptidae. Inga underarter finns listade i Catalogue of Life.